# Лобов, Олег Иванович
Оле́г Ива́нович Ло́бов (7 сентября 1937, Киев — 6 сентября 2018, Москва) — советский и российский государственный деятель, первый заместитель председателя Совета министров РСФСР (апрель—ноябрь 1991), фактически и. о. председателя Совета министров РСФСР в сентябре—ноябре 1991 года, первый заместитель председателя Совета министров Российской Федерации — министр экономики Российской Федерации (апрель—сентябрь 1993), секретарь Совета безопасности Российской Федерации (1993—1996), первый заместитель Председателя Правительства Российской Федерации (июнь—август 1996 года).

## Биография
Родился в 1937 году в Киеве, отец — главный инженер Киевского молочного комбината. В 1960 году окончил Ростовский-на-Дону институт инженеров железнодорожного транспорта и был направлен в Свердловск, в проектный институт «Уралгипрохим», где работал инженером, затем старшим инженером, начальником конструкторского отдела. В 1963—1965 годах работал начальником строительного отдела в институте «УралпромстройНИИпроект», в 1965—1966 — вновь в Уралгипрохиме на аналогичной должности, в 1966 году опять перешёл в УралпромстройНИИпроект, где в 1969 году стал главным инженером. В декабре 1971 года защитил кандидатскую диссертацию.
В августе 1972 года Лобов перешёл на партийную работу и был назначен заместителем заведующего отделом строительства Свердловского обкома КПСС. В апреле 1975 года заведующий отделом строительства Борис Ельцин был повышен до секретаря обкома по строительству, а Лобов занял его пост заведующего. Через полтора года, в октябре 1976, Ельцин стал 1-м секретарём обкома, а Лобов был назначен начальником треста «Главсредуралстрой». В июне 1982 года он вернулся в обком на должность секретаря по строительству, с мая 1983 — 2-й секретарь обкома. В январе 1985 года избран председателем облисполкома вместо скоропостижно скончавшегося Анатолия Мехренцева.
В июле 1987 переведён в Москву на должность заместителя председателя Совета министров РСФСР. На протяжении последующих десяти лет Лобов четыре раза входил в состав правительств РСФСР и Российской Федерации. В январе 1989 года возвращён на партийную работу, назначен вторым секретарём ЦК Компартии Армении. В июне 1990 года на учредительном съезде Коммунистической партии РСФСР баллотировался на должность первого секретаря ЦК КП РСФСР, но проиграл выборы Ивану Полозкову. 
Решающая борьба на съезде разгорелась при выборах первого секретаря Компартии РСФСР; по новому Уставу КПСС такие выборы проводились на пленарных заседаниях. Основных претендентов было всего двое: Олег Лобов и Иван Полозков. В 1990 г. Лобов считался демократом. Еще с конца 70-х гг. он работал в Свердловске в обкоме партии и облисполкоме и считался соратником Ельцина. С 1985 г. он успел поработать в аппарате ЦК КПСС, в Совете Министров РСФСР, на партийной работе в Армении. Это был спокойный человек, лояльный к любому «начальству», на которого не только Ельцин, но и Горбачев, казалось бы, мог вполне положиться. «Этот человек, – писала газета «Известия» о Лобове, – очень чутко чувствовал требования времени. Когда было время классического партийного руководства, Лобов был настоящим партийным боссом – недоступным полубогом. Когда же началась эпоха большой демократии, Олег Иванович стал самым большим демократом. Пошел кооперативный бум – Лобов увлеченно поддерживал «ростки нового». А принялись в Москве охаивать шашлычников – и Лобов тут же перестроился. Такими людей воспитывала партия. Член ЦК КПСС (1990—1991).
С 19 апреля по 15 ноября 1991 года — первый заместитель председателя Совета министров РСФСР (переназначался 15 июля 1991 года). Во время августовских событий 1991 года возглавлял резервный состав Совета министров в Свердловске. После отставки главы правительства Ивана Силаева (26 сентября 1991 года) Лобов фактически исполнял обязанности председателя Совета министров РСФСР до формирования «правительства реформ» во главе с Ельциным 6 ноября и отставки Совета министров РСФСР 15 ноября 1991 года.
С ноября 1991 по сентябрь 1992 года — председатель Экспертного совета при Председателе Правительства РСФСР (фактически при Президенте РСФСР, поскольку Б. Н. Ельцин лично возглавлял правительство). Со 2 сентября 1992 года — председатель Экспертного совета при Президенте Российской Федерации.
С 1991 года возглавлял «Российско-японский университет».
С сентября 1992 года — председатель Московско-Тайбейской координационной комиссии по экономическому и культурному сотрудничеству (МОО МТКК).
15 апреля 1993 года в третий раз вошёл в состав правительства, став первым заместителем председателя Совета министров — правительства Российской Федерации — министром экономики Российской Федерации. Менее чем через полгода, 18 сентября, выведен из состава правительства и назначен секретарём Совета безопасности Российской Федерации. Активно занимался «чеченским вопросом», одновременно являясь (с 29 августа 1995 по 10 августа 1996 года) полномочным представителем Президента Российской Федерации в Чеченской Республике.
18 июня 1996 года вновь возвращён в правительство, став ненадолго первым заместителем Председателя Правительства РФ. 14 августа 1996 года, при формировании «второго правительства Черномырдина», понижен до «обычного» заместителя председателя правительства, а 17 марта 1997 года освобождён от должности.
После ухода из Правительства Российской Федерации занимался бизнесом, организовал две компании — Республиканскую инновационную компанию «РИНКО» (в настоящее время «Ви Холдинг») и «ЦентрЭКОММАШ». В последнее время — президент Ассоциации международного сотрудничества[прояснить].
Скончался 6 сентября 2018 года. Похоронен на Троекуровском кладбище в Москве (участок 18).

## Сотрудничество с сектой «Аум Синрикё»
По некоторым сведениям, в период с 1991 по 1995 год активно сотрудничал с сектой «Аум Синрикё» и помогал религиозному движению наладить свою деятельность в России. Лобова обвиняли в регулярном получении денежных средств от секты и регулярных встречах с «министром строительства» Киёде Хаякавой. В ответ на эти обвинения, Лобов заявил, что координировал только благотворительные проекты «Аум Синрикё» в России и негодовал, что правительство Японии не предупредило его заранее об опасности таких контактов.
По свидетельству Икуо Хаяси, документация по производству зарина, для проведения теракта, была куплена в 1993 году при помощи Лобова, которому было заплачено около 10 млн иен (79 тысяч долларов США по актуальному курсу). Его показания подтвердил «шеф разведки» секты Ёсихиро Иноуэ, признавшийся, что вещество невозможно было бы изготовить без помощи Лобова.
Лобов отказался комментировать данные показания членов секты. Представители ФСБ сомневались в причастности Лобова к продаже технологии, которая находится в открытом доступе. Кроме Лобова в сотрудничестве с сектой публично обвинялись Александр Руцкой, Руслан Хасбулатов и Юрий Лужков.

## Участие в работе выборных центральных органов власти
- член ЦК КПСС (1990—1991)
- депутат Верховного Совета СССР XI созыва (с февраля 1985)
- народный депутат СССР (1989—1991), член Верховного Совета СССР (1990—1991)
- депутат Верховного Совета РСФСР X созыва
- делегат XXVI и XXVII съездов КПСС и XIX всесоюзной партконференции

## Награды
- Премия Правительства Российской Федерации в области науки и техники за 2000 год (19 марта 2001) — за создание технологии предотвращения катастрофических ситуаций, вызывающих пожары на энергетических объектах, основанной на газодинамическом способе формирования высокоскоростных мелкодисперсных струй жидкости с применением ранцевой системы «Игла-1-0,4»[30]
- Медаль «Защитнику свободной России» (5 августа 1994)
- Орден Октябрьской Революции (4 сентября 1987) — за заслуги перед Советским государством и в связи с пятидесятилетием со дня рождения[31]
- Медаль «К 40-летию завершения национально-освободительной борьбы чехословацкого народа и освобождения Чехословакии Советской Армией» (1985)
- Заслуженный строитель РСФСР (30 июня 1982) — за заслуги в области строительства[32]
- Орден Ленина (1978)
- Орден «Знак Почёта» (1974)
- Медаль «За освоение целинных земель» (1957)

## Комментарии
1. ↑  Постановление Совета Министров РСФСР от 19 апреля 1991 г. и Указ Президента РСФСР от 15 июля 1991 г. о назначении О. И. Лобова заместителем Председателя Совета Министров РСФСР формально определяли полномочия Лобова в качестве первого заместителя. Однако, в официальном использовании должность Лобова не включала определение «первый»[1]. Например, в постановлениях Совета Министров Лобов вместо «первый заместитель» подписывался «заместитель»[4][5].